# John Stuart (2e duc d'Albany)
Pour les articles homonymes, voir John Stuart et Stuart.
John Stuart (1481 ou 1484 – 2 juin 1536), comte de March, duc d'Albany de 1485 à 1536, régent d’Écosse de 1515 à 1524 ainsi que comte d'Auvergne est le fils d’Alexandre Stuart, premier duc d'Albany, et d'Anne de La Tour-d'Auvergne, elle-même fille de Bertrand VI de La Tour d'Auvergne, comte d'Auvergne et Louise de La Trémoille.

## Biographie
Il devient régent du jeune roi Jacques V d'Écosse le 10 juillet 1515 après avoir évincé la mère de ce dernier, Marguerite Tudor.
Partisan de l’alliance française il doit faire face à des troubles intérieurs fomentés par le parti pro-anglais qui soutient la reine-mère. Il est entraîné à la guerre contre l’Angleterre qui lui inflige à partir de 1522 une série de défaites militaires qui l’obligent à renoncer à la régence et à quitter l’Écosse en 1524. Il se met alors au service du roi de France, et participe à la désastreuse campagne d'Italie de François Ier, de 1525. En 1526, il est nommé chevalier de l'Ordre de Saint-Michel et nommé 6e Gouverneur d'Auvergne le 28 février 1529 fonction qu'il occupe jusqu'au 18 mai 1536. Il meurt au château de Mirefleurs en Auvergne, le 2 juin 1536.
Marguerite Tudor reprend la régence qu’elle exerce avec un conseil de 6 membres puis à partir de 1525 avec son second époux Archibald Douglas, 6e comte d'Angus.

## Mariage et descendances
John Stuart épouse, le 8 juillet 1505, sa cousine, Anne d'Auvergne, comtesse d’Auvergne de 1501 à sa mort en 1524. Elle est la fille de Jean IV de La Tour-d'Auvergne comte d’Auvergne et la sœur de Madeleine de la Tour d’Auvergne, dont naîtra Catherine de Médicis. Aucun des enfants du couple n'atteint cependant l'âge adulte. 
Il n'a qu'un enfant qui survit à l'enfance, Éleanor, qu'il a d'une liaison avec Jean (Jeanne en français) Aberneth(il). Eleanor émigre plus tard en France et épouse Jean (III) de l'Hôpital, comte de Choisy-aux-Loges, en 1547 (Postérité ; Jean est le cousin germain de François de L'Hospital, le grand-père de Nicolas).

## Ouvrages
- (en) Coombs, B. The Artistic Patronage of John Stuart, Duke of Albany, 1520-1530: Vic-le-Comte, the Last Sainte-Chapelle. Proceedings of the Society of Antiquaries of Scotland, 147 (2017).
- (en) Coombs, B. The Artistic Patronage of John Stuart, Duke of Albany, 1518-19: The 'Discovery' of the Artist and Author, Bremond Domat. The Proceedings of the Society of Antiquaries of Scotland, 144 (2014).
- (en) Bonner, E 2004 ‘Stewart, John, second duke of Albany (c 1482–1536)’, Oxford Dictionary of National Biography. Oxford: Oxford University Press.
- (en) Stuart, M W 1940 The Scot who was a Frenchman, Being the Life of John Stewart, Duke of Albany, in Scotland, France and Italy. Edinburgh: William Hodge & Company.